# Enrico Barone
Enrico Barone (ur. 22 grudnia 1859 w Neapolu, zm. 14 maja 1924 w Rzymie) – włoski ekonomista. Przedstawiciel lozańskiej szkoły w ekonomii. Autor pracy "Zasady ekonomii politycznej".